# 藓状马先蒿
藓状马先蒿（学名：Pedicularis muscoides）为列当科马先蒿属的植物，是中国的特有植物。分布于中国大陆的西藏、四川等地，生长于海拔3,950米至5,335米的地区，目前尚未由人工引种栽培。

## 异名
- Pedicularis muscoides H. L. Li var. rosen H. L. Li